# エル・アヘドレシスタ

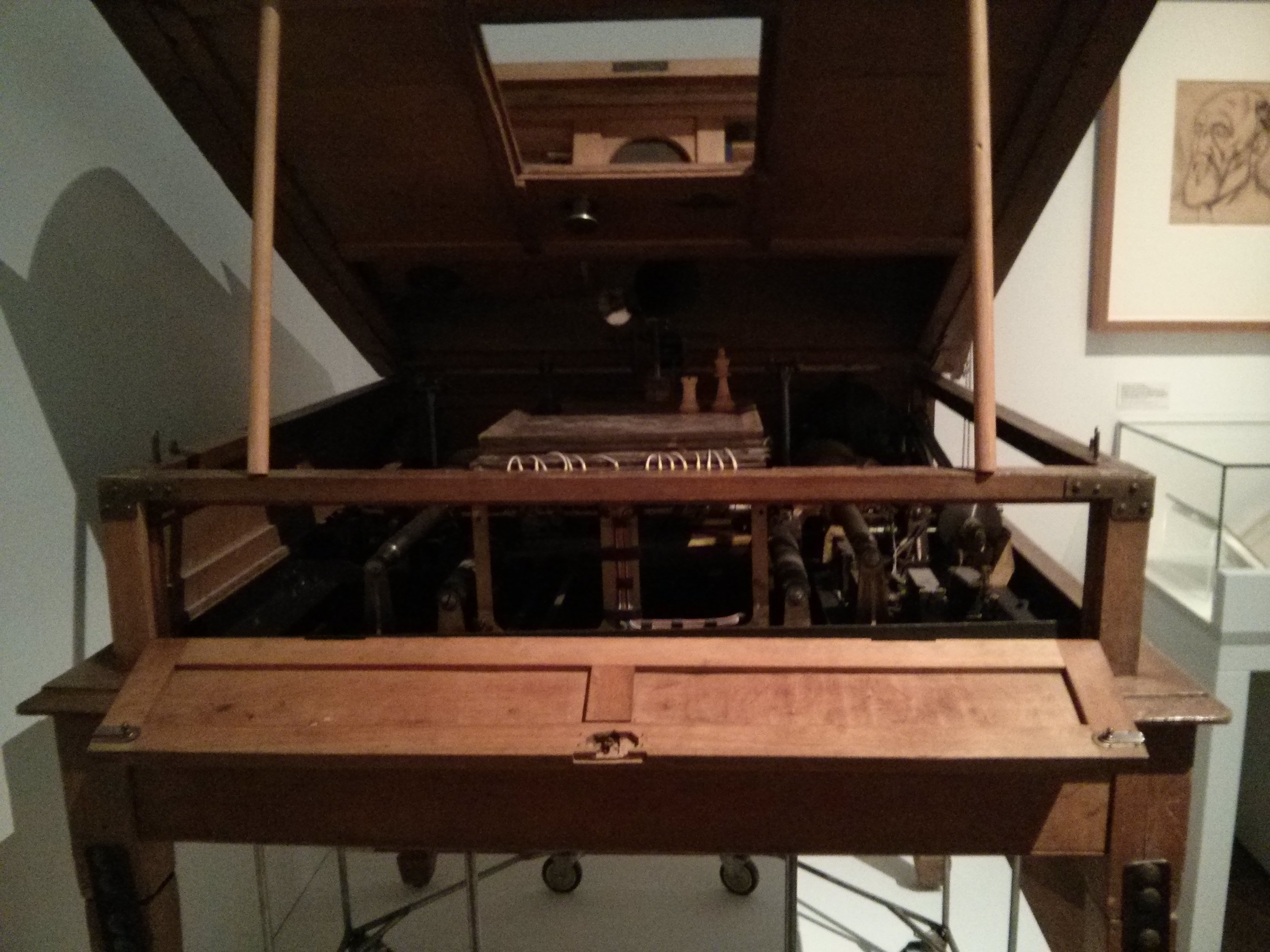
エル・アヘドレスシタ（正面から）

エル・アヘドレシスタ (スペイン語: El Ajedrecista 「チェス・プレイヤー」の意) とは、レオナルド・トーレス・ケベードが1912年に発明したチェスのオートマタである。1914年にパリ大学で公開されて評判を呼び、1915年11月6日にはサイエンティフィック・アメリカン誌から「トーレスと驚異の自動装置」として初めて大々的に取りあげられた。
エル・アヘドレシスタは、チェスボードの下にそなえた電磁石を利用して、3種類の駒で自動でエンドゲームを行う装置であり、キングとルークを動かして人間のプレイヤーが操るキングにチェックメイトをかけることができた。この装置は、史上初のコンピュータゲームと考えられている。
エル・アヘドレシスタは必ず相手をチェックメイトすることができた。とはいえそのアルゴリズムはシンプルであったため、最小限の手数でチェックメイトをかけることはできず、また50手ルールによるドローも回避することはできなかった。また相手が禁じ手を指した場合は、それを判定してシグナルを発した。
アンリ・ヴィニュロンによりその内部構造が公開された。レオナルドの息子ゴンザーロ (Gonzalo) は1920年にエル・アヘドレシスタを改良してボードの下のマグネットにより駒を動かす自動チェス装置を制作した。21世紀においても両機は遊戯が可能であり、マドリードの交通・運河・港湾技術学校(Caminos, Canales y PuertosCaminos, Canales y Puertos )に展示されている。
人間がチェスの駒を操作するトルコ人やアジーブとは異なり、誘導なしにチェスをプレイするという意味でエル・アヘドレシスタは純粋なオートマタということができる。